# ضاحية تشيناي
تشيناي رمزها «CH» (بالإنجليزية: Chennai)‏ ، هو تقسيم إداري لدولة الهند تتبع ولاية تاميل نادو (بالإنجليزية: Tamil  Nadu)‏ ، مركزها هو مدينة تشيناي (بالإنجليزية: Chennai  (Madras))‏ عدد سكانها حسب تعداد سنة 2001 هو 4,216,268 ، مساحتها 174 كم² وكثافة السكان 24,231 لكل كم² .

## المناخ
يظهر الجدول التالي التغييرات المناخية على مدار السنة لضاحية تشيناي:
| البيانات المناخية لـضاحية تشيناي         | البيانات المناخية لـضاحية تشيناي | البيانات المناخية لـضاحية تشيناي | البيانات المناخية لـضاحية تشيناي | البيانات المناخية لـضاحية تشيناي | البيانات المناخية لـضاحية تشيناي | البيانات المناخية لـضاحية تشيناي | البيانات المناخية لـضاحية تشيناي | البيانات المناخية لـضاحية تشيناي | البيانات المناخية لـضاحية تشيناي | البيانات المناخية لـضاحية تشيناي | البيانات المناخية لـضاحية تشيناي | البيانات المناخية لـضاحية تشيناي | البيانات المناخية لـضاحية تشيناي |
| الشهر                                    | يناير                            | فبراير                           | مارس                             | أبريل                            | مايو                             | يونيو                            | يوليو                            | أغسطس                            | سبتمبر                           | أكتوبر                           | نوفمبر                           | ديسمبر                           | المعدل السنوي                    |
| ---------------------------------------- | -------------------------------- | -------------------------------- | -------------------------------- | -------------------------------- | -------------------------------- | -------------------------------- | -------------------------------- | -------------------------------- | -------------------------------- | -------------------------------- | -------------------------------- | -------------------------------- | -------------------------------- |
| الدرجة القصوى °م (°ف)                    | 33 (91)                          | 37 (99)                          | 39 (102)                         | 43 (109)                         | 45 (113)                         | 43 (109)                         | 41 (106)                         | 40 (104)                         | 39 (102)                         | 39 (102)                         | 34 (93)                          | 33 (91)                          | 45 (113)                         |
| متوسط درجة الحرارة الكبرى °م (°ف)        | 29 (84)                          | 31 (88)                          | 33 (91)                          | 35 (95)                          | 38 (100)                         | 38 (100)                         | 36 (97)                          | 35 (95)                          | 34 (93)                          | 32 (90)                          | 29 (84)                          | 29 (84)                          | 33 (92)                          |
| متوسط درجة الحرارة الصغرى °م (°ف)        | 19 (66)                          | 20 (68)                          | 22 (72)                          | 26 (79)                          | 28 (82)                          | 27 (81)                          | 26 (79)                          | 26 (79)                          | 25 (77)                          | 24 (75)                          | 22 (72)                          | 21 (70)                          | 24 (75)                          |
| أدنى درجة حرارة °م (°ف)                  | 14 (57)                          | 15 (59)                          | 17 (63)                          | 20 (68)                          | 21 (70)                          | 21 (70)                          | 22 (72)                          | 21 (70)                          | 21 (70)                          | 17 (63)                          | 15 (59)                          | 14 (57)                          | 14 (57)                          |
| الهطول مم (إنش)                          | 16.2 (0.64)                      | 3.7 (0.15)                       | 3.0 (0.12)                       | 13.6 (0.54)                      | 48.9 (1.93)                      | 53.7 (2.11)                      | 97.8 (3.85)                      | 149.7 (5.89)                     | 109.1 (4.30)                     | 282.7 (11.13)                    | 350.3 (13.79)                    | 138.2 (5.44)                     | 1٬266٫9 (49.88)                  |
| المصدر: Indian Meteorological Department |                                  |                                  |                                  |                                  |                                  |                                  |                                  |                                  |                                  |                                  |                                  |                                  |                                  |